# 拉哈特·阿利耶夫
拉哈特·穆合塔尔吾勒·阿利耶夫（1962年12月10日—2015年2月24日），哈萨克斯坦官员、商人，哈萨克斯坦总统努尔苏丹·纳扎尔巴耶夫大女儿达丽加·纳扎尔巴耶娃的前夫。拉哈特·阿利耶夫的父亲是哈萨克斯坦高官。他早年接受医学教育，后来进入政府任职，起初掌管经贸，后来主管税务警察，1999年进入国家安全系统任职，曾任国家安全委员会第一副主席、总统警卫局副局长。在政府任职的同时，他通过经商积累了大量的财富。2001年和2007年，他两次派往奥地利担任大使。2007年5月，他因涉嫌努尔银行谋杀案而遭哈萨克斯坦通缉，从此流亡国外。他与达丽加离婚后，另娶奥地利女秘书埃尔娜拉·绍拉佐娃，并将自己的名字改为拉哈特·绍拉兹（Rakhat Shoraz），移居马耳他。2011年，奥地利警方开始调查努尔银行谋杀案。2014年6月，阿利耶夫前往维也纳向奥地利警方自首。2015年2月24日，阿利耶夫吊死于维也纳约瑟夫城监狱中，奥地利有关部门认定为自杀。

## 生平

### 早年
1962年12月10日，拉哈特·阿利耶夫生于阿拉木图（他出身弘吉剌部）。拉哈特的父亲穆合塔尔·阿利耶夫是哈萨克闻名的外科医生，后来出任苏联哈萨克苏维埃社会主义共和国卫生部长(母親是韃靼人)。拉哈特也接受了医学教育，1986年在阿拉木图国立医学院（今哈萨克斯坦国立医科大学）本科毕业，随后远赴莫斯科，在国立莫斯科第二医学院（今俄罗斯国立医科大学）攻读研究生并临床实习，1989年毕业。1986年本科毕业之后，阿利耶夫曾在阿拉木图的斯兹加诺夫临床实验外科研究所担任助理实验师，研究生毕业之后他回到这家研究所。1993年离开研究所之前，他已晋为研究员。
1982年，拉哈特与达丽加·纳扎尔巴耶娃结婚。达莉加是努尔苏丹·纳扎尔巴耶夫的长女。结婚两年之后，努尔苏丹·纳扎尔巴耶夫升任哈萨克加盟共和国总理。哈萨克斯坦独立之后，他出任总统并一再连任，连续执政超过二十年。

### 进入政坛
1993年，阿利耶夫离开外科研究所，进入政府任职。1993年至1996年间，他曾经担任哈萨克斯坦卫生部对外经贸司副司长，之后先后主管了两家外贸企业。1996年，他转往税务界。1996年至1999年，他曾先后出任国家税务警察局第一副局长、国家税务委员会反腐败反走私司司长、阿拉木图税务警察局局长、财政部税务警察司司长、国家税务警察委员会主席、国税局第一副局长。
阿利耶夫曾在1997年赴美国联邦调查局学院学习。1999年，他經任命为阿拉木图市与阿拉木图州国家安全局局长，从此开始在国家安全部门任职。2000年，他晉升为哈萨克斯坦国家安全委员会副主席，次年又升上第一副主席。2001年至2002年間出任总统警卫局副局长。2002年，他曾担任哈萨克斯坦奥委会主席。同年，阿利耶夫出任哈萨克斯坦驻奥地利、斯洛文尼亚、克罗地亚、马其顿、塞尔维亚和黑山特命全权大使。2005年，他回国担任外交部副部长，同时担任哈萨克斯坦对歐洲安全與合作組織特别代表。2007年，他再度外派担任哈萨克斯坦驻奥地利特命全权大使。
同一时期，阿利耶夫也通过经商积累了大量的财富。他涉足的领域有银行、石油精炼、媒体、电信、农产品等。

### 涉案与流亡
2007年5月23日，哈萨克斯坦内务部宣称，阿利耶夫涉嫌绑架案，当局将对他展开调查。内务部指称，阿利耶夫与另外两人在2007年1月18日和19日将努尔银行的两名高管非法拘禁。阿利耶夫是努尔银行的大股东。根据当事人和家属的描述，18日阿比尔马任·吉利莫夫、若尔达斯·季姆拉利耶夫接到通知而前往银行开会，会后阿利耶夫与同伙将两人关押在阿斯塔纳市中心的一家洗浴中心，两人绑在椅子上，遭到殴打，不允许睡觉，阿利耶夫要求两人和家人放弃一些商业利益，帮助阿利耶夫取得阿斯塔纳市中心一处办公楼的所有权。次日两人双双辞去在努尔银行的职务。拘禁事件发生之后，吉利莫夫被控盗窃银行财物。1月底季姆拉利耶夫和另一位银行高管阿依巴尔·哈塞诺夫失踪。阿利耶夫否认自己有违法行为，认为季姆拉利耶夫的妻子涉嫌诽谤，这都是因权力斗争而强加给自己的罪名。
2007年5月26日，纳扎尔巴耶夫总统签署命令，解除阿利耶夫的外交官职务。哈萨克斯坦派出特工赴维也纳抓捕阿利耶夫，但奥地利以违反外交礼节为由驱逐了哈萨克斯坦的特工团队。哈萨克斯坦提出引渡阿利耶夫。阿利耶夫对媒体说，自己与纳扎尔巴耶夫早有分歧，几个月前他向纳扎尔巴耶夫说明自己打算参加2012年总统竞选，纳扎尔巴耶夫因此决定对付自己。6月1日，奥地利警方将阿利耶夫拘捕，3天后他交纳100万欧元后获得保释，但出境受到限制。6月11日，阿利耶夫告诉记者，达丽加已和自己离婚，阿利耶夫认为别人伪造了他的签名并将离婚文书塞进了他家的院子。阿利耶夫的父亲也被免除阿拉木图医学院院长一职，长兄努拉利的岳父别里克也主动辞去了哈萨克斯坦国家安全委员会秘书长的职位。阿斯塔纳地方法院判决阿利耶夫和达丽加拥有的一家周刊杂志社和一家电视台停业整顿3个月。8月8日，奥地利联邦法庭裁定，拒绝哈萨克斯坦的引渡要求，阿利耶夫的出境管制也得以撤销。
据法新社的说法，阿利耶夫2001年就与纳扎尔巴耶夫交恶，纳扎尔巴耶夫甚至出动了武装部队去阿拉木图抓阿利耶夫。纳扎尔巴耶夫无子，只有三个女儿。小女儿不问政事，外界认为大女儿和二女儿两派都在企图接班纳扎尔巴耶夫。
2006年2月，哈萨克斯坦反对党领导人阿尔腾别克·萨尔先巴耶夫遇害。政府调查认定议会上院办公厅主任叶尔赞·乌杰姆巴耶夫因个人恩怨谋杀了萨尔先巴耶夫。2月26日，千余民众走上阿拉木图街头游行，要求政府详细调查此案、传讯阿利耶夫和妻子达丽加。2013年，哈萨克斯坦将阿利耶夫列为萨尔先巴耶夫谋杀案的嫌疑犯。2014年2月，哈萨克斯坦阿拉木图州特别刑事法庭裁定阿利耶夫参与谋杀萨尔先巴耶夫及其助手。
2008年，哈萨克斯坦的法院缺席审理了阿利耶夫案，认定绑架、颠覆国家政权的罪名成立，判处40年监禁。阿利耶夫一直流亡国外。2009年，他写作的《岳教父》（The Godfather-in-law）在德国以德语、俄语双语出版，书中指责纳扎尔巴耶夫腐败专权、打压异己。哈萨克斯坦随后将该书列为禁书，认定此书诽谤、侵犯隐私、泄露国家秘密。2010年，阿利耶夫与自己之前的女秘书、奥地利公民埃尔娜拉·绍拉佐娃（Elnara Shorazova）结婚。之后，他获得欧盟护照，移居马耳他，随妻子姓氏改名为拉哈特·绍拉兹（Rakhat Shoraz）。

### 入狱与逝世

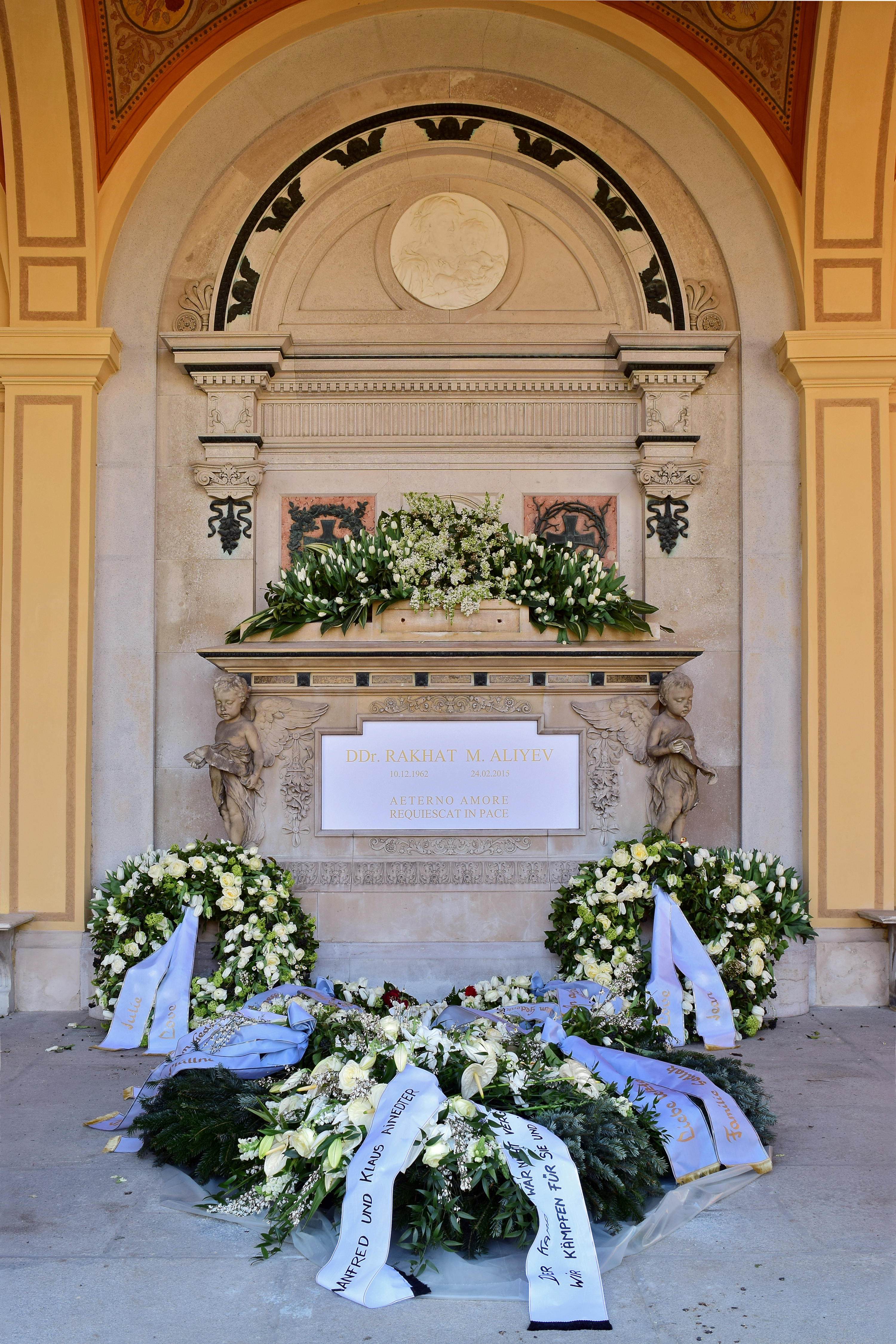
拉哈特·阿利耶夫葬于维也纳中央公墓

2011年5月，人们发现了失踪四年多的季姆拉利耶夫和哈塞诺夫的遗体。两人装在灌满石灰的金属桶里，金属桶則丢弃到阿拉木图市郊的垃圾堆中。同年，奥地利警方就阿利耶夫涉嫌努尔银行谋杀案重新展开调查。2014年6月，阿利耶夫从马耳他家中飞往维也纳，向奥地利警方自首，随后一直處於扣押狀態。之前，马耳他刑事法院以阿利耶夫涉嫌洗钱为由，下令冻结他的财产。2014年12月30日，维也纳一家地方法院透露，检方已经起诉了阿利耶夫，如果罪名成立他将面临10年的监禁，不得保释。
法院原拟在2015年3月至4月开庭审理阿利耶夫案。2月24日早上7时20分，维也纳市立中央监狱发现阿利耶夫吊死在自己的单人囚室中，以绷带吊在衣钩上。阿利耶夫原本住在另一座监狱的三人囚室，几周前因遭到恐吓入住约瑟夫城的市立中央监狱。之前，市立中央监狱将他列入绿色名单，即认为他不大可能自杀。相关部门原本打算在2月24日审理恐吓阿利耶夫的嫌疑犯。恐吓阿利耶夫的人说，如果阿利耶夫不给钱，他们会把他杀死，并让现场看上去像是自杀一样。阿利耶夫的家人和律师主张他并非自杀，而是遭遇谋杀。2015年12月，奥地利司法部驳回了律师的意见，认定阿利耶夫确属自杀。
2015年7月，维也纳地方法院开庭审理了努尔银行谋杀案。除去阿利耶夫，受到指控的还有前哈萨克斯坦情报机关主管穆萨耶夫、总统卫队的科什尔亚克。法院审理认定两人无罪。